# スコット連続
数学において、二つの半順序集合 P と Q が与えられたとき、それらの間の関数 f: P → Q がスコット連続（スコットれんぞく、英: Scott-continuous）であるとは、それがすべての有向上限を保存する、すなわち、上限を P に持つすべての有向部分集合 D に対し、その像は Q に上限を持ち、
sup f (D) = f (sup D) が成立することを言う。数学者デイナ・スコットの名に因む。
ある半順序集合 P の部分集合 O がスコット開（Scott-open）であるとは、それが上方集合で、有向接続によっては到達不可能（inaccessible by directed joins）、すなわち、O に上限を持つすべての有向集合 D が O との空でない共通部分を持つことを言う。
半順序集合 P のスコット開部分集合は、P 上の位相であるスコット位相（Scott topology）を構成する。半順序集合の間の関数がスコット連続であるための必要十分条件は、それがスコット位相に関して連続であることである。
スコット位相は、デイナ・スコットによって完備束に対して初めて定義され、そののち任意の半順序集合に対して定義された。
スコット連続関数は、ラムダ計算に関するモデルの研究や、コンピューター・プログラムの表示的意味論に現れる。

## 性質
スコット連続関数は、常に単調である。
ある半順序集合の部分集合が、その半順序によって誘導されるスコット位相に関して閉であるための必要十分条件は、それが下方集合であり、有向部分集合の上限について閉じていることである。
スコット位相を伴う有向完備半順序は、常にコルモゴロフ空間である（すなわち、T0-分離公理を満たす）。一方、スコット位相を伴う有向完備半順序がハウスドルフ空間であるための必要十分条件は、その順序が自明であることである。スコット開集合は、包含関係によって順序付けられるとき、完備束を構成する。
T0 分離公理を満たす任意の位相空間に対し、スコット位相はその空間上の順序関係である次のような特殊化順序を誘導する：x ≤ y であることは、x のすべての開近傍が y の開近傍であることと同値。ある有向完備半順序 D の順序関係は、スコット位相により誘導される特殊化順序として、スコット開集合により再構成される。しかし、スコット位相を備える有向完備半順序は、必ずしも sober 空間ではない。すなわち、sober 空間の位相によって誘導される特殊化順序は、その空間を有向完備半順序とするが、その順序によって生ずるスコット位相は元の位相よりもより良い性質を備えるものとなっている。

## 例
ある与えられた位相空間における開集合は、包含関係によって順序付けられたとき、スコット位相が定義できるような束を構成する。ある位相空間 T の部分集合 X が、T 上の位相に関してコンパクト（X のすべての開被覆が X の有限開被覆を含むという意味）であるための必要十分条件は、X の開近傍の集合がスコット位相について開いていることである。
完備半順序のデカルト閉圏に対するスコット連続関数として知られる特筆すべき例は、カリーとアプライである。